# Прозоров Станіслав Михайлович
Прозоров Станіслав Михайлович (21 січня 1938 року, Воронеж, СРСР) — радянський і російський ісламознавець. Основні напрямки його досліджень — історіографія і джерелознавство раннього і середньовічного ісламу, історія та ідеологія шиїтського ісламу, іслам як релігійна система, ідейні течії і розбіжності в ісламі, ісламська догматика, арабо-мусульманські рукописи, іслам в Росії. Публікації та наукова діяльність Прозорова присвячені історії «класичного» ісламу. Є учасником міжнародних конференцій і симпозіумів з ісламу, Всесоюзних координаційних нарад з проблем сучасного ісламу, Всесоюзних конференцій арабістів, Бартольдівських читань і ін.